# Mae Faggs
Aeriwentha "Mae" Faggs Starr (Mays Landing, 10 de abril de 1932 – Cincinnati, 27 de janeiro de 2000)  foi uma velocista e campeã olímpica norte-americana.
Seus primeiros Jogos Olímpicos foram em Londres 1948, onde, com apenas 16 anos, foi eliminada nas semifinais dos 200 m. Em Helsinque 1952, competiu no revezamento 4x100 m que conquistou a medalha de ouro ao lado de Barbara Jones, Janet Moreau e Catherine Hardy e quebrou o recorde mundial em 45s9. Em 1955 venceu o campeonato americano de atletismo nos 100 m rasos, em 10s8, um recorde mundial. A USA Track & Field reporta seu melhor tempo pessoal como 10s70  mas a cronometragem automática – que marca os centésimos de segundo – na época era extremamente rara e apenas experimental. Também venceu os 200 m por três vezes consecutivas, entre 1954-1956. Ainda em 1955, foi medalha de ouro nos Jogos Pan-americanos da Cidade do México no 4x100 m e medalha de prata nos 100 m rasos.
Voltou a competir em Olimpíadas em Melbourne 1956, como única sobrevivente do revezamento de Helsinque, mas desta vez o revezamento feminino norte-americano, de que participou, ficou apenas com a medalha de bronze.
Por muitos anos, depois de encerrar a carreira, Mae Faggs dedicou-se a ensinar atletismo e foi técnica da equipe feminina da Princeton High School, em Cincinnati, onde se estabeleceu. Em 1989, levou a equipe desta escola a se sagrar campeã de atletismo do estado de Ohio.